# Успение Богородично (Голешово)
Вижте пояснителната страница за други значения на Успение Богородично.
„Успение Богородично“ е възрожденска църква в светиврачкото село Голешово, България, част от Неврокопската епархия. Обявена е за паметник на културата.

## Архитектура
Църквата е разположена южно от селото. Построена е в 1853 година. В арпитектурно отношение е типичната за епохата голяма каменна трикорабна псевдобазилика с една апсида на изток. Декоративни са стъпаловидният корниз, каменните рамки на прозорците, бигорните рамки около вратите и патронната ниша.

## Интериор
В интериора средният кораб има касетиран многоцветен оригинален таван. Стените са изписани от неизвестен зограф, като изображенията са качествени, но в 1976 година при ремонт част от тях са унищожени и днес са запазени само на източната стена и в източната част на колонадата.
Иконостасът на храма е внушителен четириреден, частично украсен с резба. В 1858 година в църквата рисува неврокопският майстор Серги Георгиев, като негово дело са всичките 78 икони. Според неговия надпис върху храмовата икона и иконата „Влизане в Йерусалим“, иконите са работени над три години.